# 卡德拉斯峰
46°32′11″N 9°41′46″E / 46.53641944444444444444444444444444°N 9.696°E

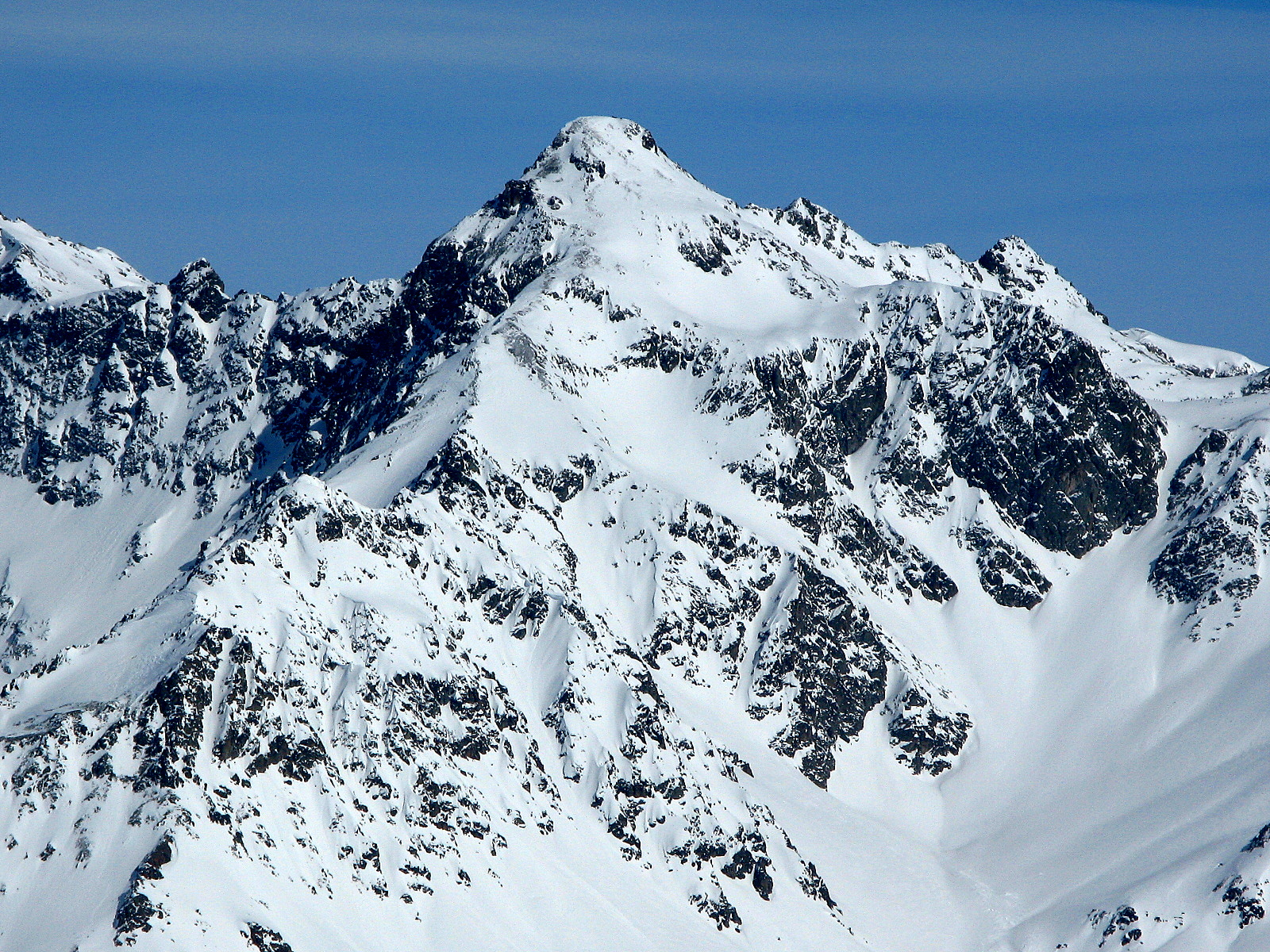

卡德拉斯峰（Piz Calderas），是瑞士的山峰，位於該國東部，由格勞賓登州負責管轄，屬於阿爾布拉山脈的一部分，距離凱施峰16公里，海拔高度3,397米，人類首次在1857年8月5日首次登頂。